# Deportivo Chiantla
El Club Deportivo Chiantla es club de fútbol guatemalteco fundado en 1980 en la ciudad de Chiantla, Departamento de Huehuetenango por Helder Ivan López. Actualmente juega en la Segunda División de Guatemala, tercera categoría de su fútbol.

## Historia
Inició jugando en divisiones amateur teniendo una destacada progresión ganando más seguidores y patrocinadores  , hasta que en 1992 obtuvo la categoría de equipo profesional ascendiendo a "Liga mayor B", hoy conocida como la Primera División de Guatemala, segunda categoría de su fútbol. En la temporada 2017/18 logra por primera vez en su historia ascender a la Liga Nacional de Fútbol de Guatemala, aumentando su gran tradición en el fútbol guatemalteco. Luego de una temporada en la Liga Nacional de Fútbol de Guatemala desciende en el 12º puesto. Luego de descender a Primera División pasadas 8 jornadas el club es desafiliado de la liga por incumplimientos en laudos de jugadores de la temporada pasada teniendo así un descenso administrativo a la Segunda División de Guatemala, para la temporada 2020-2021.